# Жумагулов, Ербол Жарасович
Ербо́л Жара́сович Жумагу́лов (род. 23 августа 1981 года, Алма-Ата, Казахская ССР) — современный казахский поэт, пишущий на русском языке, кинорежиссер.

## Образование
Окончил Казахскую государственную академию туризма и спорта. Выпускник литературного «Мастер-класса» фонда «Мусагет».

## Премии
Лауреат конкурса «Казахстанская современная литература» фонда «Сорос—Казахстан» в номинациях «Поэзия» и «Эссеистика» (2000), международного сетевого конкурса «Магия твердых форм и свободы» в номинациях «Триолет» (2002) и «Верлибр» (2003), премии сетевого журнала «Русский переплет» (2004) в номинации «Поэзия». Победитель турнира поэтов в рамках III Фестиваля сетевой поэзии «Липки-2005». Финалист Илья-премии 2006 г. Участник международного фестиваля «Prima Vista» в Тарту (2006).

## Публикации
Опубликовал книгу стихов «Ерболдинская осень» (Астана: Елорда, 2006), автор ряда стихотворных публикаций в журналах «Знамя», «Дружба народов», «Континент», «Октябрь»
Стихи Жумагулова вошли в антологию современной русской поэзии «Девять измерений» (М.: Новое литературное обозрение, 2004) в раздел, составленный Бахытом Кенжеевым.
Совместно с политологом Досымом Сатпаевым написал сатирический роман «Легенда о „Номенклатура“».

## Фильмография
Автор сценария и режиссер полнометражного художественного фильма "Книга" (2013, производство "Казахфильм"). Мировая премьера картины состоялась в октябре 2013 года на МКФ г. Пусан (Южная Корея) в программе "Окно в азиатское кино". Также фильм был отобран на МКФ в г. Дакка (Бангладеш), в основной конкурс МКФ "В кругу семьи" (Иркутск, Россия).

### О стихах Жумагулова
- Надежда Орелкина. Черный квадрат «челодого моловека» Архивная копия от 28 апреля 2015 на Wayback Machine // «Знамя», 2007, № 8.
- Екатерина Иванова. Молодая поэзия в поисках живого слова Архивная копия от 10 ноября 2012 на Wayback Machine // «Континент», 2007, № 133.